# Diary of a Wimpy Kid: The Ugly Truth
Diary of a Wimpy Kid: The Ugly Truth (Brasil: Diário de um Banana: A Verdade Nua e Crua / Portugal: O Diário de um Banana: A Verdade Nua e Crua) é uma história ficcional em tom realístico de autoria do escritor e cartunista estadunidense Jeff Kinney, o quinto livro da série Diário de um Banana. Ele trata de Greg lidando com as pressões de sua adolescência.
O livro teve lançamento no dia 9 de novembro de 2010 nos Estados Unidos, em 21 de setembro de 2011 no Brasil e em data desconhecida no ano de 2011 em Portugal.

## Sinopse
Greg Heffley sempre quis crescer logo. Mas será que ficar velho é tão legal assim? De repente, Greg começa a lidar com as pressões das festas de meninos e meninas, com o aumento das responsabilidades e também com as mudanças embaraçosas que acompanham o crescimento. E depois de uma briga com seu melhor amigo Rowley, parece que Greg vai ter que encarar sozinho "a verdade nua e crua"....